# Джефферсон (округ, Вісконсин)
Шаблон:StateAbbr_ 43°01′ пн. ш. 88°47′ зх. д. / 43.02° пн. ш. 88.78° зх. д.
 Джефферсон (англ. Jefferson County) — округ (графство) у штаті Вісконсин. Ідентифікатор округу 55055.

## Історія
Округ утворений 1836 року.

## Демографія
За даними перепису
2000 року
загальне населення округу становило 74021 осіб, зокрема міського населення було 42773, а сільського — 31248.
Серед них чоловіків — 36712, а жінок — 37309. В окрузі було 28205 домогосподарств, 19894 родин, які мешкали в 30092 будинках.
Середній розмір родини становив 3,02.
Віковий розподіл населення поданий у таблиці:
| Стать    | До 15 років | 15-21 | 22-29 | 30-39 | 40-49 | 50-65 | 65-85 | Понад 85 |
| -------- | ----------- | ----- | ----- | ----- | ----- | ----- | ----- | -------- |
| Чоловіки | 7792        | 3675  | 3712  | 5887  | 5949  | 5767  | 3589  | 341      |
| Жінки    | 7478        | 3472  | 3521  | 5785  | 5830  | 5794  | 4529  | 900      |

## Суміжні округи
- Додж — північ
- Вокеша — схід
- Волворт — південний схід
- Рок — південний захід
- Дейн — захід

## Виноски
1. ↑  U.S. Decennial Census. United States Census Bureau. Архів оригіналу за 26 квітня 2015. Процитовано 5 серпня 2015.
2. ↑  Historical Census Browser. University of Virginia Library. Архів оригіналу за 11 серпня 2012. Процитовано 5 серпня 2015.
3. ↑  Forstall, Richard L., ред. (27 березня 1995). Population of Counties by Decennial Census: 1900 to 1990. United States Census Bureau. Архів оригіналу за 18 липня 2015. Процитовано 5 серпня 2015.
4. ↑  Census 2000 PHC-T-4. Ranking Tables for Counties: 1990 and 2000 (PDF). United States Census Bureau. 2 квітня 2001. Архів оригіналу (PDF) за 18 грудня 2014. Процитовано 5 серпня 2015.
5. ↑  State & County QuickFacts. United States Census Bureau. Архів оригіналу за 6 червня 2011. Процитовано 21 січня 2014.(англ.) Наведено за англійською вікіпедією.
6. ↑  American FactFinder. Бюро перепису населення США. Архів оригіналу за 21 травня 2008. Процитовано 31 січня 2008.

| США | Це незавершена стаття з географії США. Ви можете допомогти проєкту, виправивши або дописавши її. |